# دانشگاه لمانز
دانشگاه لومان (به فرانسوی: Le Mans Université؛ سابقاً Université du Maine) یک دانشگاه دولتی در غرب فرانسه با پردیس‌هایی در لومان و لاوال است. این دانشگاه بخشی از جامعه دانشگاه Angers-Le Mans است.